# Eyguières
Pour l’article ayant un titre homophone, voir Aiguière.
Ne doit pas être confondu avec Eygalières, Eygaliers ou Eygliers.
Eyguières est une commune française, située dans le département des Bouches-du-Rhône en région Provence-Alpes-Côte d'Azur, sur le piémont sud du massif des Alpilles.

## Géographie

### Situation
Eyguières est située au pied du massif des Alpilles et son territoire est inclus dans le parc naturel régional des Alpilles.
Ce village provençal traditionnel doit son nom à l'existence de trois sources : la Borme, Gilouse et Font-Vielle. Ainsi, plusieurs fontaines jalonnent les ruelles et places du village.

### Communes limitrophes
Les communes limitrophes sont Aureille, Eygalières, Lamanon, Orgon, Saint-Martin-de-Crau, Salon-de-Provence et Sénas.
| Eygalières           | Orgon             | Sénas             |
| Aureille             | Eyguières         | Lamanon           |
| Saint-Martin-de-Crau | Salon-de-Provence | Salon-de-Provence |

### Relief et géologie

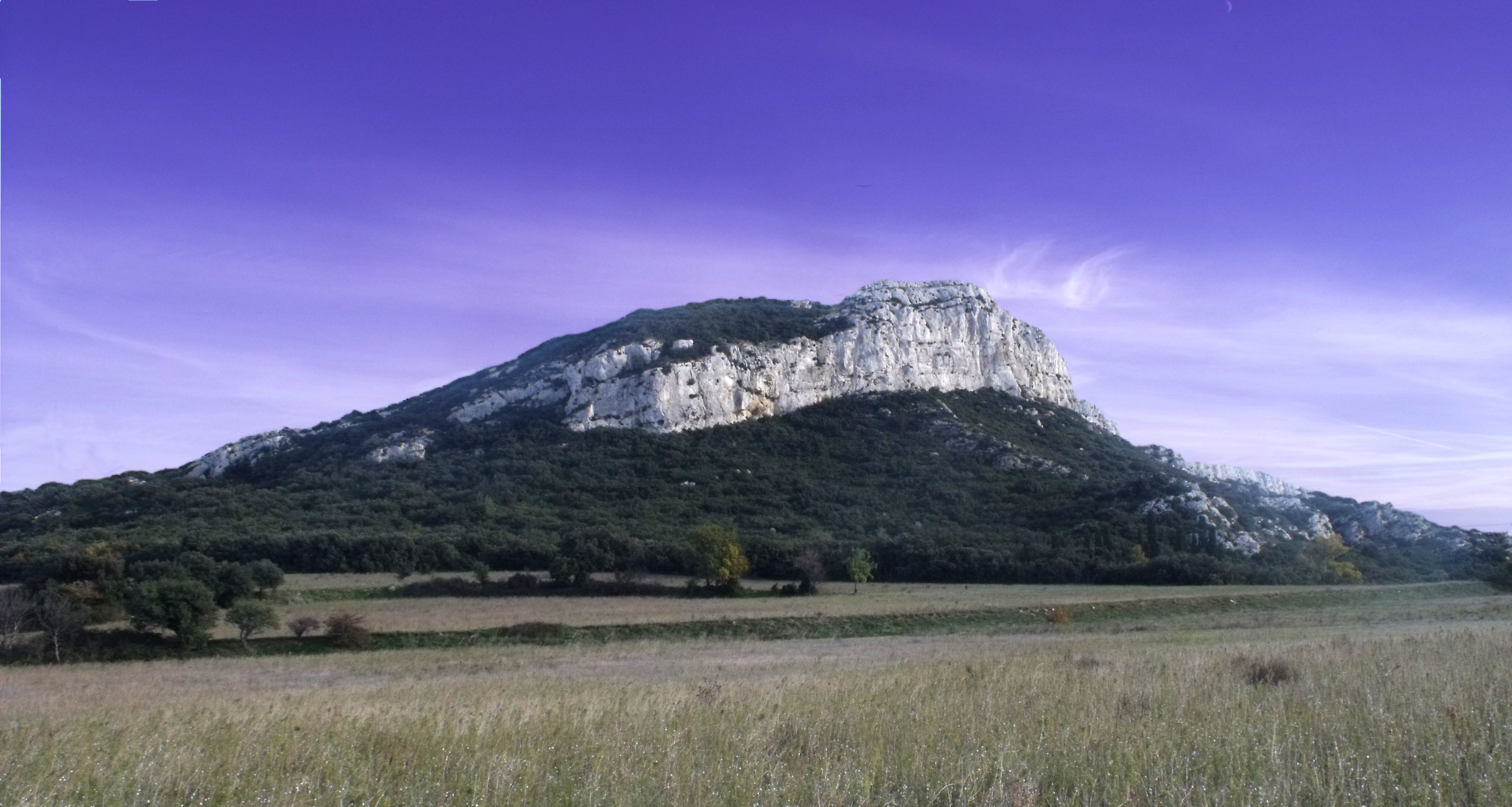
Mont Sainte-Cécile (306 m), point culminant du massif du mont Menu.

Sur le territoire de la commune se trouve le massif du mont Menu. Le plissement des Alpilles a formé un anticlinal dont le substrat est formé de couches de roches sédimentaires plissées où se mêlent des strates calcaires, des marnes et du grès.

### Hydrographie

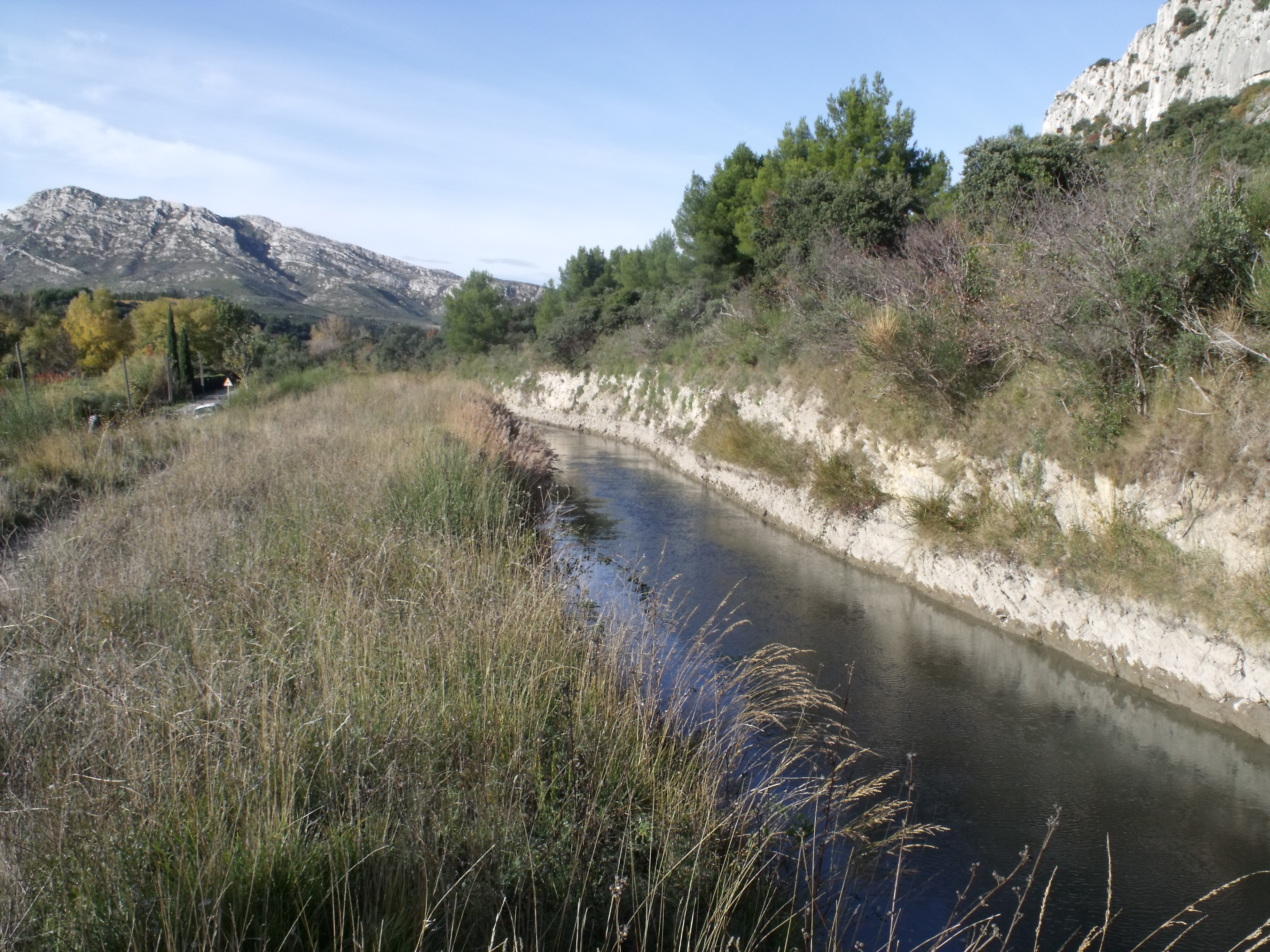
Canal de la vallée des Baux passant au pied du mont Menu (Eyguières).

- La Gilouse est l'une des trois sources d'eau présentes dans la commune d'Eyguières.
- La Borme.
- Font-Vieille.

La commune est également traversée par le canal de la vallée des Baux.
Baignée par les eaux de source mais également par le canal d'Adam de Craponne, Eyguières a pour devise : « L'aigo fai veni pouli » (« L'eau rend beau »).

### Climat
Pour des articles plus généraux, voir Climat de Provence-Alpes-Côte d'Azur et Climat des Bouches-du-Rhône.
En 2010, le climat de la commune est de type climat méditerranéen franc, selon une étude du Centre national de la recherche scientifique s'appuyant sur une série de données couvrant la période 1971-2000. En 2020, Météo-France publie une typologie des climats de la France métropolitaine dans laquelle la commune est exposée à un climat méditerranéen et est dans la région climatique Provence, Languedoc-Roussillon, caractérisée par une pluviométrie faible en été, un très bon ensoleillement (2 600 h/an), un été chaud (21,5 °C), un air très sec en été, sec en toutes saisons, des vents forts (fréquence de 40 à 50 % de vents > 5 m/s) et peu de brouillards.
Pour la période 1971-2000, la température annuelle moyenne est de 14 °C, avec une amplitude thermique annuelle de 17,5 °C. Le cumul annuel moyen de précipitations est de 643 mm, avec 5,6 jours de précipitations en janvier et 2 jours en juillet. Pour la période 1991-2020, la température moyenne annuelle observée sur la station météorologique de Météo-France la plus proche, « Salon-de-Provence », sur la commune de Salon-de-Provence à 8 km à vol d'oiseau, est de 14,7 °C et le cumul annuel moyen de précipitations est de 594,1 mm. 
La température maximale relevée sur cette station est de 43,4 °C, atteinte le 28 juin 2019 ; la température minimale est de −18,5 °C, atteinte le 12 février 1956,,.
| Mois                                  | jan.             | fév.             | mars            | avril         | mai             | juin           | jui.            | août           | sep.           | oct.            | nov.            | déc.             | année      |
| ------------------------------------- | ---------------- | ---------------- | --------------- | ------------- | --------------- | -------------- | --------------- | -------------- | -------------- | --------------- | --------------- | ---------------- | ---------- |
| Température minimale moyenne (°C)     | 1,8              | 1,9              | 4,5             | 7,2           | 11              | 14,9           | 17,3            | 17,1           | 13,7           | 10,5            | 5,9             | 2,6              | 9          |
| Température moyenne (°C)              | 6,7              | 7,3              | 10,5            | 13,2          | 17,2            | 21,3           | 24              | 23,7           | 19,7           | 15,7            | 10,5            | 7,2              | 14,7       |
| Température maximale moyenne (°C)     | 11,5             | 12,7             | 16,5            | 19,3          | 23,4            | 27,8           | 30,7            | 30,4           | 25,7           | 20,9            | 15,2            | 11,9             | 20,5       |
| Record de froid (°C) date du record   | −14,3 24.01.1963 | −18,5 12.02.1956 | −9,4 02.03.05   | −4,3 08.04.21 | −0,9 01.05.1960 | 4,2 04.06.1984 | 7,6 17.07.00    | 7,7 08.08.1978 | 3,1 30.09.1974 | −3,6 31.10.1997 | −7,6 23.11.1998 | −14,4 28.12.1962 | −18,5 1956 |
| Record de chaleur (°C) date du record | 20,8 10.01.15    | 23,1 24.02.20    | 25,7 24.03.1994 | 29,2 10.04.11 | 34,4 24.05.09   | 43,4 28.06.19  | 39,7 26.07.1983 | 39,8 01.08.20  | 35,1 04.09.23  | 30,1 01.10.23   | 24,2 01.11.22   | 22 04.12.1961    | 43,4 2019  |
| Précipitations (mm)                   | 54,4             | 34,2             | 36,6            | 56,4          | 44              | 30,6           | 13,7            | 30,5           | 78,9           | 85,6            | 84,1            | 45,1             | 594,1      |

| Diagramme climatique                                  |             |             |             |          |              |              |              |              |              |             |             |
| J                                                     | F           | M           | A           | M        | J            | J            | A            | S            | O            | N           | D           |
| 11,51,854,4                                           | 12,71,934,2 | 16,54,536,6 | 19,37,256,4 | 23,41144 | 27,814,930,6 | 30,717,313,7 | 30,417,130,5 | 25,713,778,9 | 20,910,585,6 | 15,25,984,1 | 11,92,645,1 |
| Moyennes : • Temp. maxi et mini °C • Précipitation mm |             |             |             |          |              |              |              |              |              |             |             |

Les paramètres climatiques de la commune ont été estimés pour le milieu du siècle (2041-2070) selon différents scénarios d'émission de gaz à effet de serre à partir des nouvelles projections climatiques de référence DRIAS-2020. Ils sont consultables sur un site dédié publié par Météo-France en novembre 2022.

#### Le mistral
Le mistral y souffle violemment du nord ou du nord-ouest, particulièrement en hiver et au printemps. Le mistral souffle fortement 100 jours par an en moyenne et faiblement 83 jours, ce qui ne laisse que 182 jours sans vent par an.
On distingue deux types de mistral : le « mistral blanc », qui dégage le ciel en totalité et accentue la luminosité et le « mistral noir », plus rare, qui est accompagné de pluie.

#### Données météorologiques
La station météorologique de Météo-France installée sur la commune et en service de 1997 à 2009 permet de connaître en continu l'évolution des indicateurs météorologiques. Le tableau détaillé pour la période 1981-2010 est présenté ci-après.
| Mois                                  | jan.          | fév.          | mars           | avril         | mai           | juin          | jui.          | août          | sep.          | oct.            | nov.            | déc.          | année      |
| ------------------------------------- | ------------- | ------------- | -------------- | ------------- | ------------- | ------------- | ------------- | ------------- | ------------- | --------------- | --------------- | ------------- | ---------- |
| Température minimale moyenne (°C)     | 1,4           | 1,9           | 4,3            | 7             | 11            | 14,5          | 16,5          | 16,4          | 13            | 10,1            | 5,1             | 1,9           | 8,6        |
| Température moyenne (°C)              | 5,8           | 6,9           | 10             | 12,8          | 17,1          | 21,2          | 23,4          | 23,2          | 18,9          | 15,2            | 9,4             | 6,1           | 14,2       |
| Température maximale moyenne (°C)     | 10,3          | 12            | 15,7           | 18,5          | 23,3          | 27,9          | 30,4          | 30            | 24,8          | 20,3            | 13,7            | 10,2          | 19,8       |
| Record de froid (°C) date du record   | −8 30.01.04   | −6,7 24.02.05 | −11,3 02.03.05 | −0,4 08.04.03 | 2,9 07.05.04  | 7 09.06.06    | 8,8 18.07.00  | 8 30.08.1998  | 4,2 19.09.01  | −0,5 30.10.08   | −5,3 23.11.1998 | −8,5 30.12.05 | −11,3 2005 |
| Record de chaleur (°C) date du record | 20,4 19.01.07 | 22 18.02.1998 | 23,7 09.03.00  | 29,4 29.04.05 | 32,6 24.05.07 | 36,3 21.06.03 | 36,9 21.07.06 | 39,2 14.08.03 | 32,8 04.09.04 | 29,7 02.10.1997 | 23 05.11.03     | 18,1 05.12.06 | 39,2 2003  |
| Précipitations (mm)                   | 48            | 24,2          | 31,7           | 65,4          | 55,2          | 21,9          | 10,3          | 25            | 100,8         | 84,4            | 78,8            | 49            | 594,7      |

| Diagramme climatique                                  |           |             |           |            |              |              |          |             |              |             |           |
| J                                                     | F         | M           | A         | M          | J            | J            | A        | S           | O            | N           | D         |
| 10,31,448                                             | 121,924,2 | 15,74,331,7 | 18,5765,4 | 23,31155,2 | 27,914,521,9 | 30,416,510,3 | 3016,425 | 24,813100,8 | 20,310,184,4 | 13,75,178,8 | 10,21,949 |
| Moyennes : • Temp. maxi et mini °C • Précipitation mm |           |             |           |            |              |              |          |             |              |             |           |

### Flore et faune

#### Faune
De nombreuses espèces animales nichent dans les Alpilles et peuvent aléatoirement être observées sur le territoire de la commune d'Eyguières. La plus réputée est l'aigle de Bonelli, espèce protégée, comme le vautour percnoptère, le faucon crécerellette et le hibou grand-duc.
Les rochers arides abritent une espèce de lézard emblématique des Alpilles, le lézard ocellé, lui aussi considéré comme menacé et protégé.
Des espèces végétales protégées, comme la nivéole d'été (Leucojum aestivum) ou l'hélianthème à feuilles de Marum (Helianthemum lavandulaefolium), s'y rencontrent au fond des vallons.

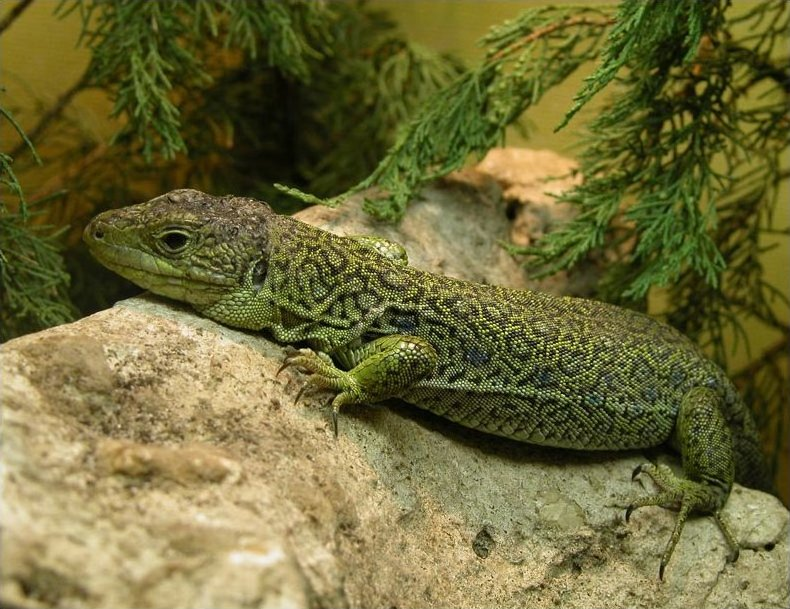
Lézard ocellé.
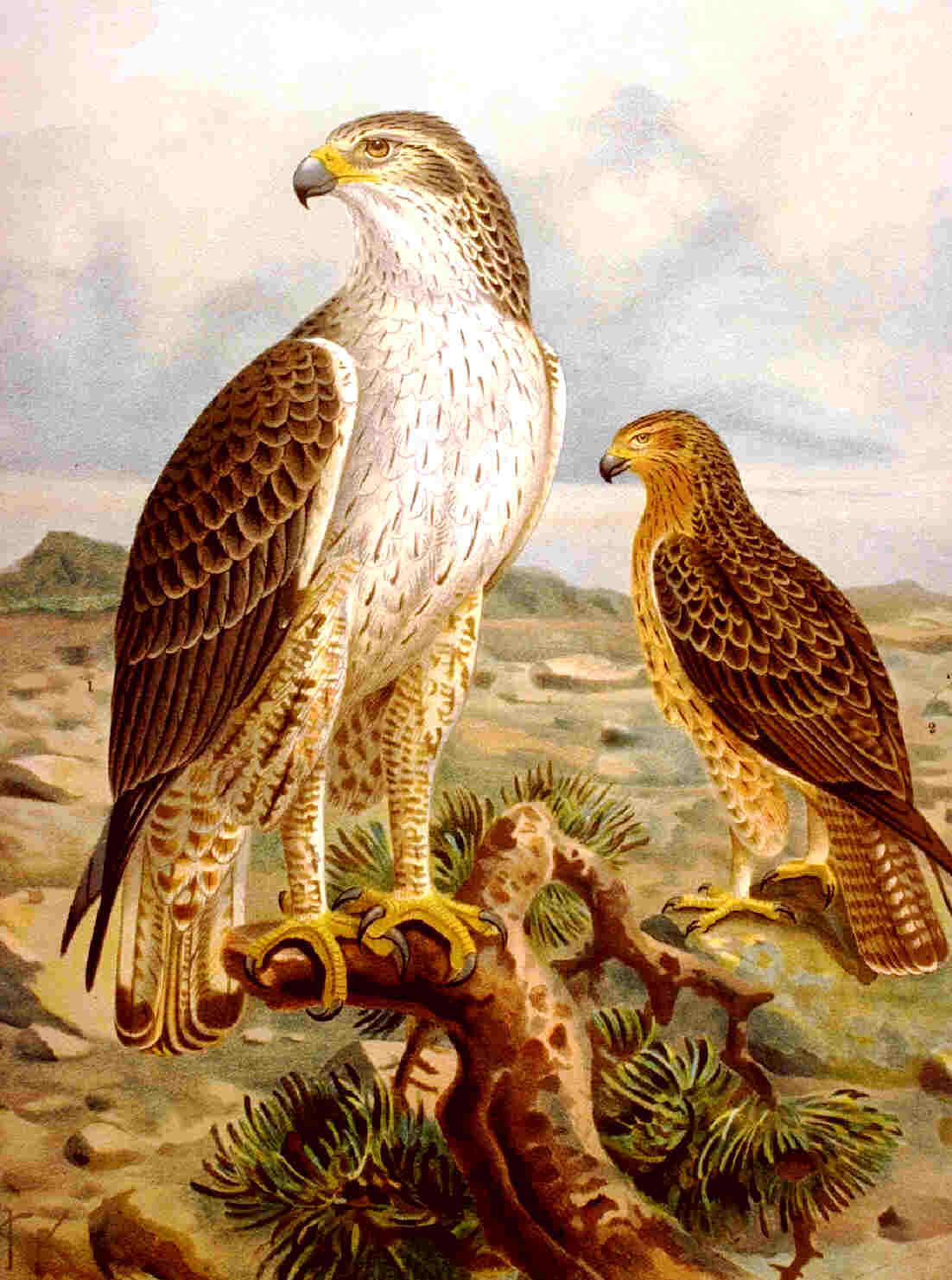
Aigle de Bonelli.
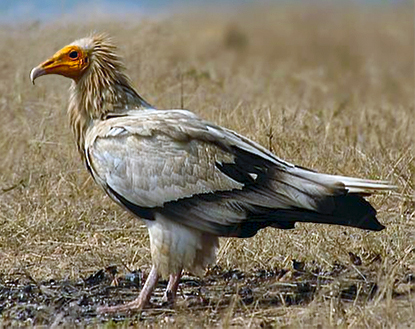
Vautour percnoptère.
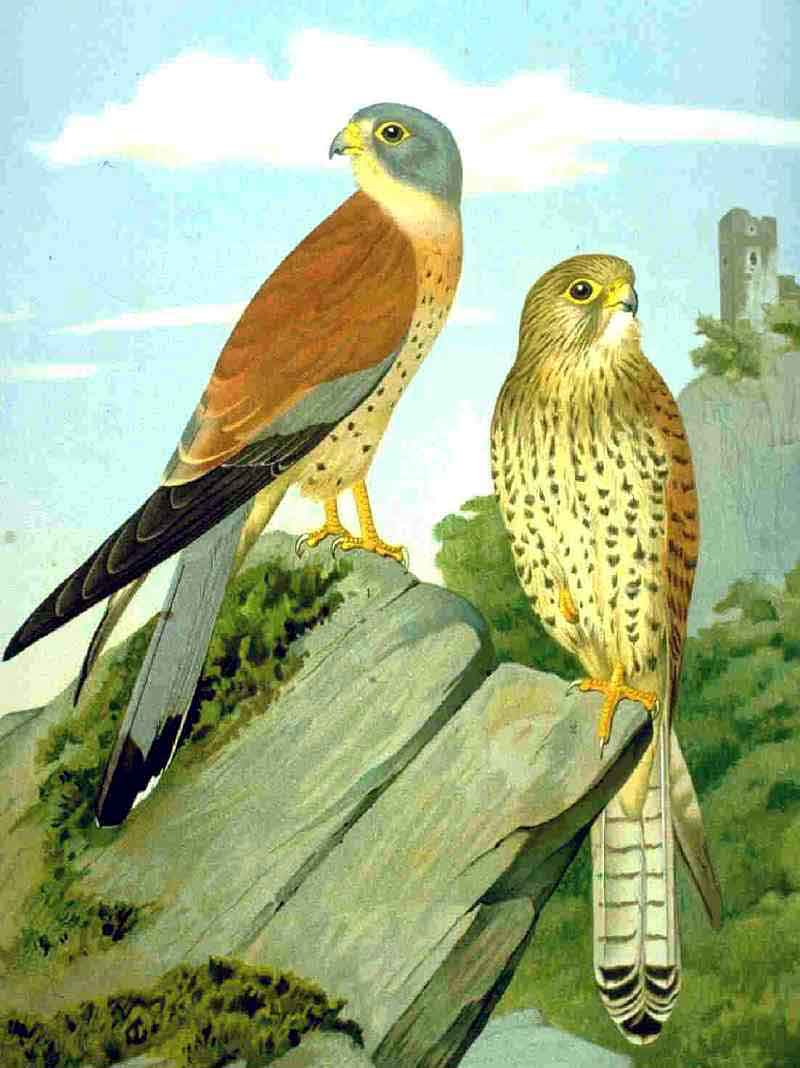
Faucon crécerellette.
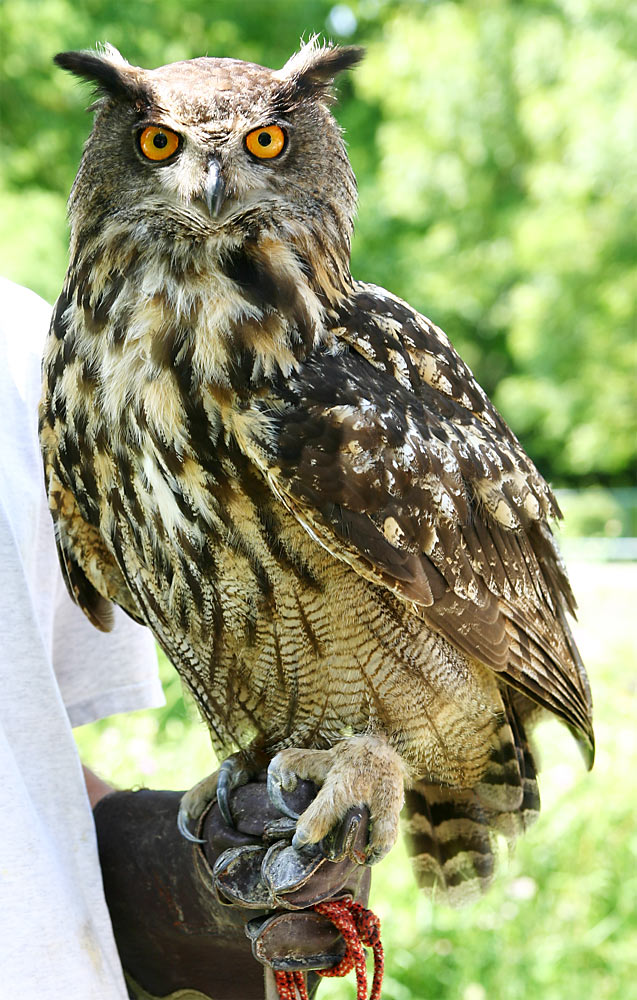
Hibou grand-duc.

##### Espèces chassées
Le territoire d'Eyguières et notamment ses vallons, compte de nombreux mammifères. Le sanglier y abonde, sa population est en progression. Inversement, le nombre de lièvres et de lapins tend à décroître. La raison semble en être l'épidémie de myxomatose de 1953 qui a causé des ravages dans la population et, depuis la fin du XXe siècle, le VHD viral qui provoque la diminution de l'espèce. La raréfaction des rongeurs pourrait poser problème à terme pour la survie des espèces de rapaces qui s'en nourrissent.

##### Autres espèces animales
On ne peut évoquer la faune d'Eyguières sans citer des espèces telles que le renard, le blaireau européen, la fouine, ou encore le campagnol ou la musaraigne. Quantité de chauves-souris s'y observent.

#### Flore
La flore d'Eyguières est, pour l'essentiel, xérophyte et méditerranéenne. Le botaniste Bernard Girerd y a dénombré 800 espèces végétales en 1992. Hormis l'olivier, caractéristique du paysage d'Eyguières, on note la présence de micocouliers, de chênes kermès de petite taille, d'amélanchiers. Des espèces végétales protégées, comme la nivéole d'été  ou l'hélianthème à feuilles de Marum (Helianthemum lavandulaefolium), s'y rencontrent au fond des vallons.

## Urbanisme

### Typologie
Au 1er janvier 2024, Eyguières est catégorisée petite ville, selon la nouvelle grille communale de densité à 7 niveaux définie par l'Insee en 2022.
Elle appartient à l'unité urbaine d'Eyguières, une unité urbaine monocommunale constituant une ville isolée,. Par ailleurs la commune fait partie de l'aire d'attraction de Salon-de-Provence, dont elle est une commune de la couronne,. Cette aire, qui regroupe 6 communes, est catégorisée dans les aires de 50 000 à moins de 200 000 habitants,.

### Occupation des sols
L'occupation des sols de la commune, telle qu'elle ressort de la base de données européenne d’occupation biophysique des sols Corine Land Cover (CLC), est marquée par l'importance des forêts et milieux semi-naturels (51,9 % en 2018), en augmentation par rapport à 1990 (50,8 %). La répartition détaillée en 2018 est la suivante : 
milieux à végétation arbustive et/ou herbacée (32 %), forêts (19,9 %), prairies (15,4 %), terres arables (10,9 %), cultures permanentes (9,9 %), zones agricoles hétérogènes (5,5 %), zones urbanisées (4,7 %), espaces verts artificialisés, non agricoles (1,5 %), mines, décharges et chantiers (0,3 %). L'évolution de l’occupation des sols de la commune et de ses infrastructures peut être observée sur les différentes représentations cartographiques du territoire : la carte de Cassini (XVIIIe siècle), la carte d'état-major (1820-1866) et les cartes ou photos aériennes de l'Institut national de l'information géographique et forestière (IGN) pour la période actuelle (1950 à aujourd'hui).

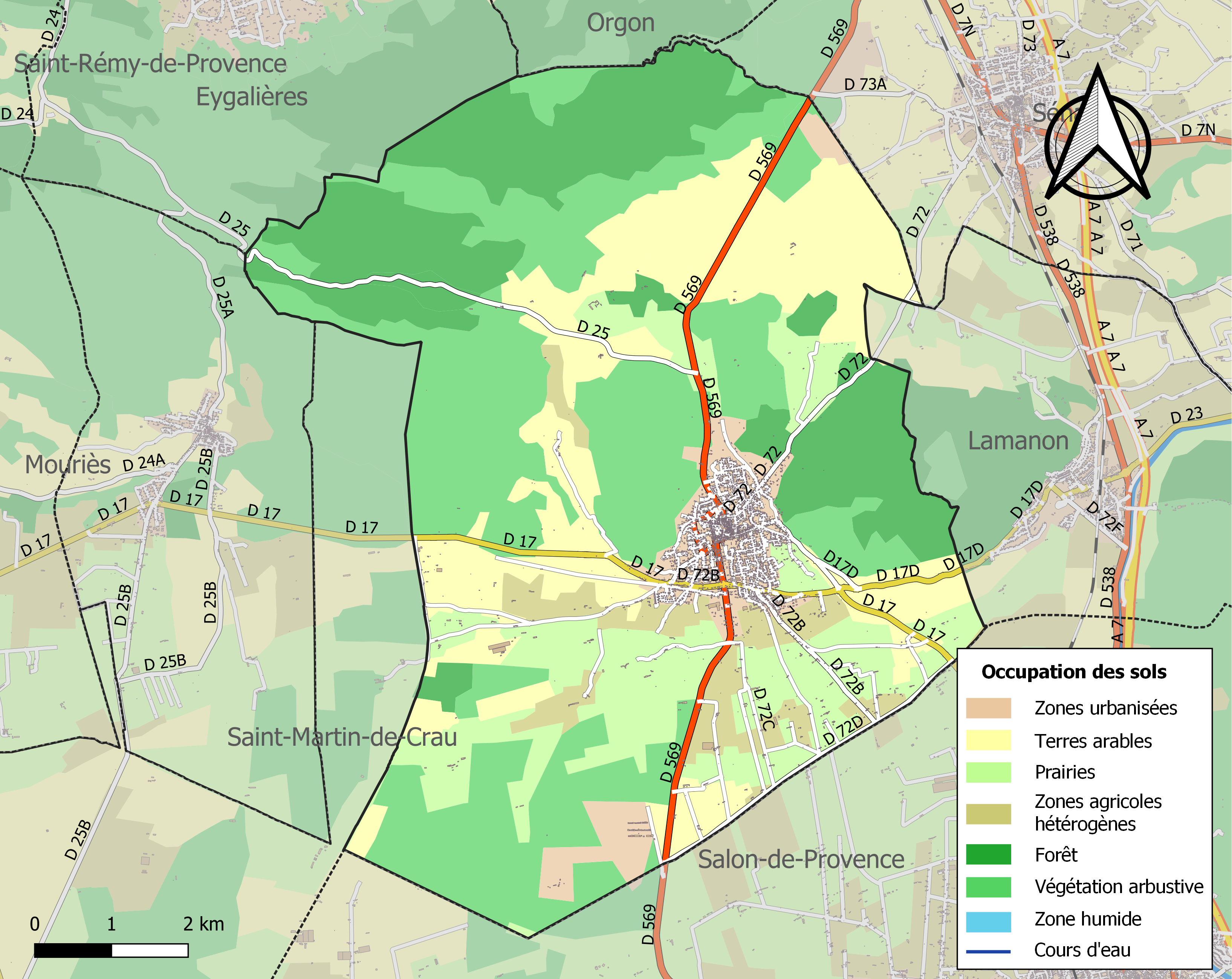
Carte des infrastructures et de l'occupation des sols de la commune en 2018 (CLC).

### Voies de communication et transports

#### Aérodrome
Au sud/sud-ouest de la ville s'étend l'aérodrome de Salon - Eyguières créé en 1935.
Ce site de 206 hectares est le seul terrain sportif du département ouvert à la circulation publique sans autorisation (en dessous de 5,7 tonnes). La municipalité a l'intention de lui donner une dimension commerciale et d'attirer une nouvelle clientèle de jets et d'aviation d'affaires. Ce projet est fortement contesté :
- par l’opposition municipale, qui le juge démesuré (budget de 14 millions d'euros, environ un tiers du budget de la commune) et s'oppose à l'éviction des nombreux bénévoles et associations qui font vivre le site ;
- par les aéro-clubs basés sur le terrain, qui en seraient chassés sans ménagement alors qu'ils gèrent et valorisent le terrain depuis des décennies ;
- par les autorités de l'aéronautique civile et militaire qui ont émis des avis défavorables en raison de l'incompatibilité de l'activité envisagée avec la circulation militaire et de transport commercial des nombreuses plateformes aéronautiques voisines (Istres, Marseille, Avignon, Orange, etc.) et avec les espaces aériens associés.

Saisi par l'opposition municipale, le 17 janvier 2025, le tribunal administratif de Marseille a annulé le contrat de concession initié par la mairie en raison, notamment, d'un « vice du consentement du conseil municipal ».

### Risques naturels et technologiques

#### Sismicité
À la suite du décret du 14 mai 1991 définissant le zonage sismique de la France, le canton d'Eyguières a été classé en zone Ib, qui correspond à une « sismicité faible ».

## Toponymie
La forme la plus ancienne est Aquiera attestée en 1044, puis Aquaria  au XIe siècle et Aigueria en 1143 d'après l'occitan aiguièra (« rigole, ruisseau des rues »).
La ville est entourée par de nombreux ruisseaux et  canaux.
Pour ce toponyme l'ancien provençal Eiguièro selon la norme mistralienne ou Aiguièra selon la norme classique de l'occitan. La signification classique de cette racine courante dans cette aire régionale, aigu- fait en général référence à une eau (canal important, aqueduc, source généralement abondante et aux bienfaits évidents)[réf. nécessaire]. Le toponyme d'origine viendrait[évasif] d'aquila lié à l'oppidum de mont Menu. Les formes en eig, aig sont parfois comme ici des faux-amis qui proviennent de la racine pré-indo européenne ak, akw (sommet) qui donna : Aquina en latin et le Castrum d’Aquina dans le Var (Aiguines aujourd’hui) et Eyguières (Aquiera en 1044) et Eygalières (Aquilaria en 1216). Par contre, les graphies moins anciennes révèlent le glissement sémantique progressif dans le sens des eaux, clairement à l'origine du blasonnement[réf. nécessaire].

## Histoire

### Préhistoire et Antiquité

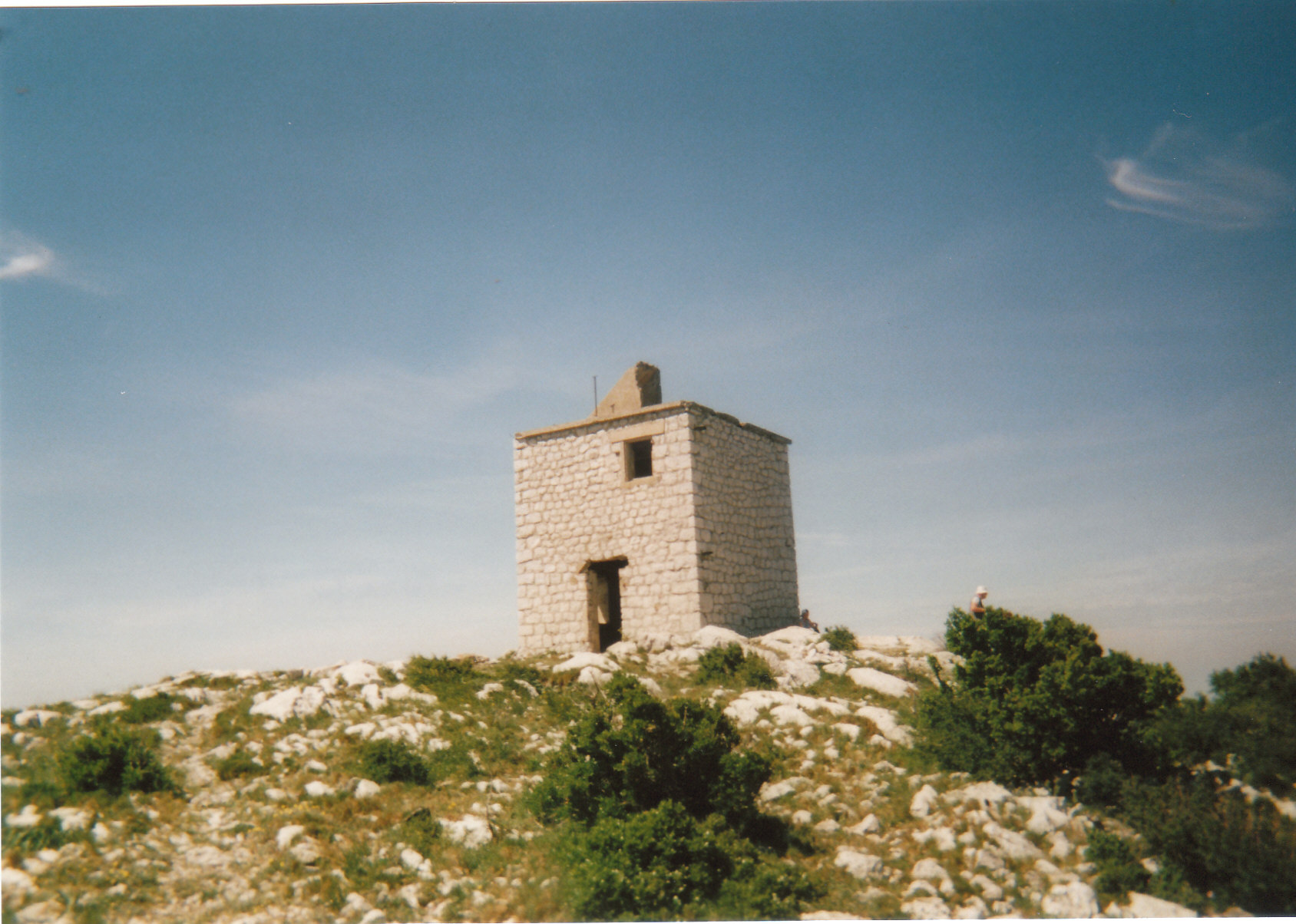
La tour des Opies.

Le territoire d'Eyguières est habité depuis la Préhistoire, comme en témoigne la grotte du Défens au lieu-dit  le Resquiadou, où la présence humaine est attestée au néolithique. On y a trouvé des sépultures collectives. Deux sites peuvent être signalés comme étant des stations du néolithique final : la Patouillarde et les Barres. À environ 1 km au nord de la tour des Opies, le quartier de la Patouillarde abrite, sur un terrain de forte déclivité, un oppidum qui domine la route d'Eyguières à Eygalières ainsi que le Fossé Meyrol, cours d'eau naturel déjà présent durant l'Antiquité. Construit sans rempart, du fait de sa position naturellement protégée, des centaines de tessons d'urnes du IIIe siècle av. J.-C. y ont été trouvées.
Au premier âge du fer, si les habitats préhistoriques continuent d'être habités pour la plupart, de nouveaux sites en hauteur sont colonisés, comme les Barres Rouges mais les piémonts sont eux aussi désormais habités, comme le quartier de la Patouillarde. Lors du second âge du fer, le territoire d'Eyguières, comme l'ensemble des Alpilles, est peuplé de Ligures, de Celtes et de Celto-Ligures. Eyguières fait alors partie du territoire des Caenicenses, qui vivent jusqu'à Orgon. Il s'agit d'un peuple largement tourné vers l'agriculture, à la différence des habitants de l'intérieur du massif, davantage tournés vers le pastoralisme et l'élevage. Les voies de communication consistent alors en des chemins qui relient les principaux oppida des Alpilles. Par le vallon des Glauges, les sites de Sainte-Cécile et du mont Menu sont reliés jusqu'au nord via la plaine de Roquemartine.

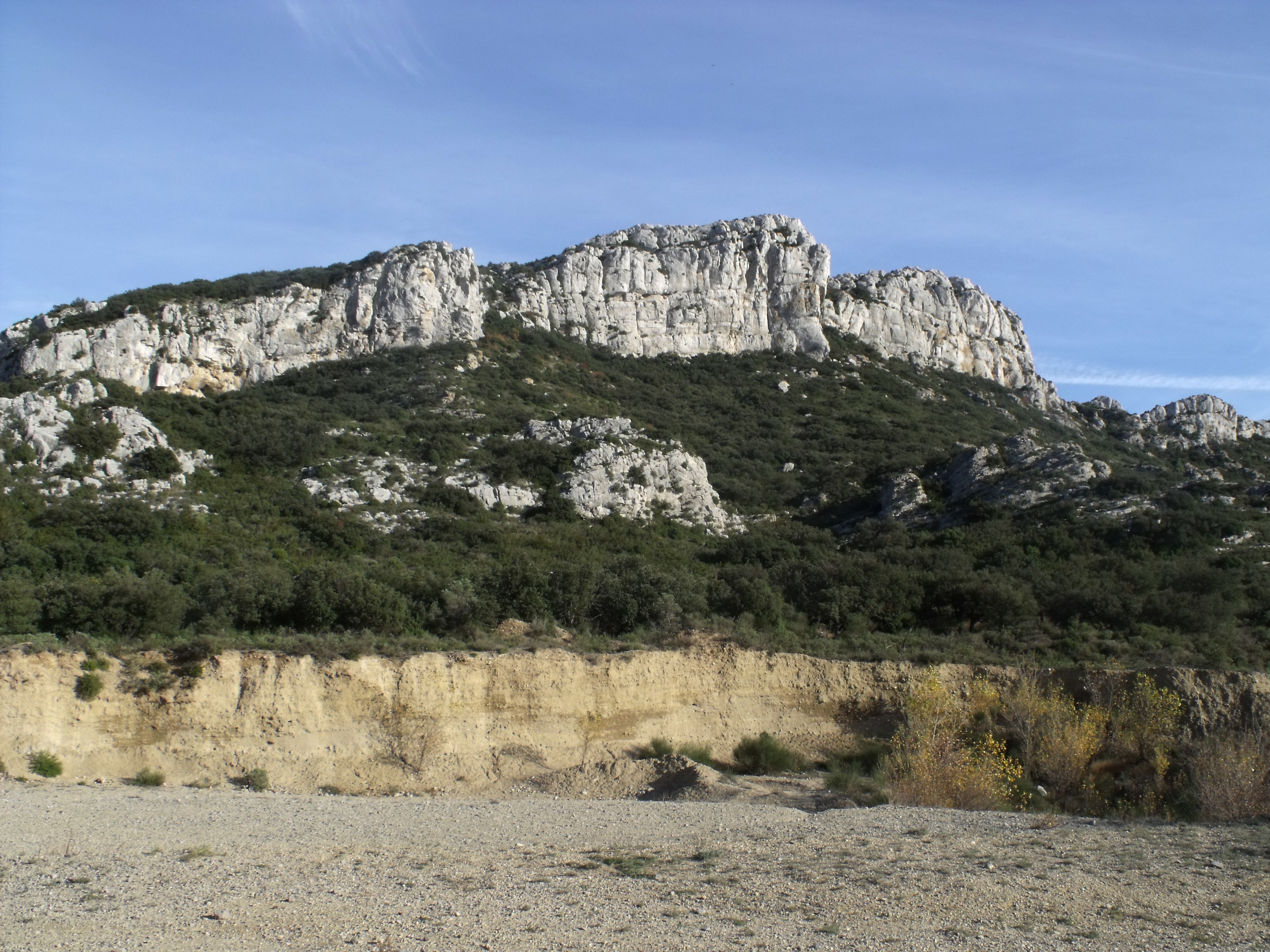
Le mont Sainte-Cécile, dans le massif du mont Menu.

Lors de la seconde partie du premier âge du fer (VIIe – VIe siècles av. J.-C.), la population se sédentarise et se met à construire en dur. Les castrum se structurent à la manière d'un village avec leurs rues et leurs maisons adossées. Le processus d'installation permanente est à mettre en parallèle avec l'intensification des échanges économiques avec les commerçants méditerranéens. En échange de produits de luxe, les habitants des Alpilles produisent des céréales et passent d'un état d'autarcie à une véritable économie d'échange. Au cours des siècles suivants, la population des Alpilles diminue de façon conséquente : le comptoir grec d'Arles attire de nombreux habitants venus de toute la région mais dès la fin de l'âge du fer (IIe – Ier siècles av. J.-C.), plusieurs sites commencent à être occupés, comme l'oppidum de Sainte-Cécile (mont Menu). Le village se développe et des monuments sont construits dans un style tardo-hellénistique. On retrouve notamment sur place des dalles de toiture en calcaire tendre scié, preuve de cette influence grecque.

### Moyen Âge
Au cours du XIIe siècle, Géril, seigneur d'Eyguières, prend le parti de la Maison des Baux contre le comte de Provence. Au cours des guerres baussenques, il est dépossédé de son fief. Les portes féodales et le rempart témoignent de ce conflit et de ceux qui suivirent en particulier au XIVe siècle. Jaume d'Eyguières se fait remarquer tout d'abord pour avoir participé, le 24 juillet 1384 au pillage de Roquemartine et de son château, puis pour avoir ouvert ses portes aux Tuchins, paysans pauvres poussés par la famine hors du Languedoc. Cet accueil a été mal vu par ses pairs et il a eu la tête tranchée, en place d'Arles, le 7 septembre 1385. Le 12 octobre 1322, Rostaing Andrée de Mayronis (?-ap.1343), noble, habitant de Sisteron, coseigneur de Meyronnes, Tournoux, Gleisoles et probablement de Larche (Baillie de Barcelonnette) en 1328 fut chargé avec Pierre Audiberti, par le sénéchal, de faire le bornage de Saint-Rémy et de Lagoy.
La mort de la reine Jeanne Ire ouvre une crise de succession à la tête du comté de Provence, les villes de l’Union d'Aix (1382-1387) soutenant Charles de Duras contre Louis Ier d'Anjou. Le seigneur de Roquemartine, Albe Albe fait hommage le 27 octobre 1387 à Louis II d'Anjou, fils mineur de Louis Ier.

### Temps modernes
L'histoire d'Eyguières est aussi marquée par de violentes confrontations entre catholiques et protestants, durant les guerres de religion. La seigneurie passée à la famille de Sade, s'était d'abord augmentée les fiefs de Romanin et de Lagoy par mariage de Balthazar avec Agnès Hugolin. Leur fils Guillaume de Sade mena une lutte sans merci contre les religionnaires. Ses exactions furent telles que le Parlement de Grenoble le condamna à mort. Il fut sauvé par la promulgation de l'édit de Nantes. La famille de Sade a marqué de son empreinte l'histoire du village durant quatorze générations.
Durant la grande peste de Marseille, Eyguières fut épargnée, grâce aux barrages établis sur le canal de Craponne. C'est au cours du XVIIIe siècle que l'église actuelle du village fut reconstruite. Placée sous le vocable de Notre-Dame-de-Grâce, elle remplaça l'ancienne église romane qui menaçait ruine.

### Révolution française et Empire
Peu avant la Révolution française, l'agitation monte. Outre les problèmes fiscaux présents depuis plusieurs années, la récolte de 1788 avait été mauvaise et l'hiver 1788-89 très froid. L'élection des états généraux de 1789 avait été préparée par celles des États de Provence de 1788 et de janvier 1789, ce qui avait contribué à faire ressortir les oppositions politiques de classe et à provoquer une certaine agitation. C'est au moment de la rédaction des cahiers de doléances, fin mars, qu'une vague insurrectionnelle secoue la Provence. Une émeute se produit à Eyguières le 9 avril, avec un peu de retard sur le mouvement général.

### Époque contemporaine
Lors du renouveau du Félibrige, Il fut décidé que lors de la messe de minuit, à Noël, aurait lieu la cérémonie du pastrage. Avec celle des Baux-de-Provence, cette offrande des bergers à la crèche est la seule qui se déroule dans les Alpilles.
À la fin du XIXe siècle, l'essor du chemin de fer permet à la ville de se doter d'une gare de grande importance dans la région. En effet, il s'agit d'une gare de bifurcation située sur la ligne de chemin de fer d'Arles à Salon-de-Provence, construite en 1887 et la ligne d'Eyguières à Meyrargues construite en 1889. Les lignes sont fermées et abandonnées respectivement en 1947 et 1950. La gare est devenue une salle polyvalente et une école a été construite dans le périmètre. Les voies ont laissé place à un parking et la cour des marchandises à un grand square. Restent le château d'eau et la remise aux locomotives. Les chemins dits Des Magnanons et Du Regirau reprennent le profil de la voie.
Durant la Seconde Guerre mondiale, un point d'appui allemand, constitué par quelques petits bunkers, fut mis en place sur la route d'Aureille. Ce site avait probablement mission, sous l'Occupation, de protéger l'aérodrome, alors occupé par une section de défense anti-aérienne. Situé sur une propriété privée, le site n'a jamais été mentionné dans l'organisation du mur de la Méditerranée.
Le 9 janvier 1959, le pilote d'essai Roger Carpentier meurt à Eyguières aux commandes d'un prototype, le "Voltigeur", avec l'ingénieur Yves Crouzet et le mécanicien Marcel Hochet.

## Politique et administration

### Liste des maires
| Période                                  | Période      | Identité             | Étiquette         | Qualité |
| ---------------------------------------- | ------------ | -------------------- | ----------------- | --- |
| 1881                                     | ?            | Frédéric Monier      | Républicain       | Industriel en savonnerie Sénateur des Bouches-du-Rhône (1894 → 1903) Conseiller général du canton d'Eyguières (1870 → 1898)               |
| Les données manquantes sont à compléter. |              |                      |                   | |
| 1904                                     | 1914         | Frédéric Delmas      | Rad.              | Médecin-inspecteur Conseiller général du canton d'Eyguières (1910 → 1917)                                                                 |
| Les données manquantes sont à compléter. |              |                      |                   | |
| 1944                                     | 1945         | Leon Fatigon         |                   | |
| 1945                                     | 1953         | Barthelemy Boetti    |                   | |
| mai 1953                                 | mars 1971    | Louis Codaccioni     | DVD               | Conseiller général du canton d'Eyguières (1953 → 1973)                                                                                    |
| mars 1971                                | juillet 1980 | Andrieu Gilous       |                   | Ancien commissaire de police |
| juillet 1980                             | 1981         | André Gilous         | PS                | Directeur de société |
| 1981                                     | mars 1989    | Raymond Lieutaud     |                   | |
| mars 1989                                | mars 2001    | Louis-Marie Savornin | UDF-PR            | |
| mars 2001                                | mars 2008    | Joël Sylvestre       | SE                | |
| mars 2008                                | En cours     | Henri Pons           | UDI puis Horizons | Conseiller départemental du canton de Salon-de-Provence-1 (2015 → ) 19e vice-président de la Métropole d'Aix-Marseille-Provence (2016 → ) |
| Les données manquantes sont à compléter. |              |                      |                   | |

### Intercommunalité
Eyguières fait partie de la métropole d'Aix-Marseille-Provence, une intercommunalité de 92 communes créée par la loi MAPTAM pour près de deux millions d'habitants, à 63 km au nord de Marseille, 49 km à l'ouest d'Aix-en-Provence et 9 km à l'ouest de Salon-de-Provence.

### Finances communales
| Taxe                                                | Part communale | Part intercommunale | Part départementale | Part régionale |
| --------------------------------------------------- | -------------- | ------------------- | ------------------- | -------------- |
| Taxe d'habitation (TH)                              | 19,99 %        | 0,00 %              | 9,19 %              | 0,00 %         |
| Taxe foncière sur les propriétés bâties (TFPB)      | 18,69 %        | 0,00 %              | 10,85 %             | 2,36 %         |
| Taxe foncière sur les propriétés non bâties (TFPNB) | 51,79 %        | 0,00 %              | 9,80 %              | 8,85 %         |
| Taxe professionnelle (TP)                           | 00,00 %        | 19,53 %             | 7,08 %              | 3,84 %         |

La part régionale de la taxe d'habitation n'est pas applicable.
La taxe professionnelle est remplacée en 2010 par la cotisation foncière des entreprises (CFE) portant sur la valeur locative des biens immobiliers et par la contribution sur la valeur ajoutée des entreprises (CVAE) (les deux formant la contribution économique territoriale (CET) qui est un impôt local instauré par la loi de finances pour 2010).

## Équipements et services publics

### Enseignement
La commune possède une école maternelle (rue Emmanuel Nicaise), deux écoles primaires (Gilous et Peri) et un collège (Lucie-Aubrac). Elle dispose également d'une école de musique (sous le statut d'association) où la pratique instrumentale, ainsi que le solfège, sont enseignés aux enfants, ainsi qu'aux adultes.

### Santé
On trouve sur la commune plusieurs docteurs et deux pharmacies, ainsi qu'un centre cardio-vasculaire. Les autres centres hospitaliers les plus proches sont sur Salon-de-Provence à environ 8 kilomètres.

### Eau et déchets
Le traitement des déchets des ménages et déchets assimilés est assuré dans le cadre des missions de l'agglopole Provence.

## Population et société

### Démographie
L'évolution du nombre d'habitants est connue à travers les recensements de la population effectués dans la commune depuis 1793. Pour les communes de moins de 10 000 habitants, une enquête de recensement portant sur toute la population est réalisée tous les cinq ans, les populations de référence des années intermédiaires étant quant à elles estimées par interpolation ou extrapolation. Pour la commune, le premier recensement exhaustif entrant dans le cadre du nouveau dispositif a été réalisé en 2004.

En 2022, la commune comptait 6 915 habitants, en évolution de −2,77 % par rapport à 2016 (Bouches-du-Rhône : +2,48 %, France hors Mayotte : +2,11 %).
| 1793  | 1800  | 1806  | 1821  | 1831  | 1836  | 1841  | 1846  | 1851  |
| ----- | ----- | ----- | ----- | ----- | ----- | ----- | ----- | ----- |
| 2 300 | 2 668 | 2 435 | 2 925 | 2 987 | 2 838 | 2 920 | 2 992 | 2 999 |

| 1856  | 1861  | 1866  | 1872  | 1876  | 1881  | 1886  | 1891  | 1896  |
| ----- | ----- | ----- | ----- | ----- | ----- | ----- | ----- | ----- |
| 2 935 | 2 999 | 3 001 | 3 246 | 2 771 | 2 591 | 2 678 | 2 368 | 2 326 |

| 1901  | 1906  | 1911  | 1921  | 1926  | 1931  | 1936  | 1946  | 1954  |
| ----- | ----- | ----- | ----- | ----- | ----- | ----- | ----- | ----- |
| 2 333 | 2 267 | 2 091 | 1 946 | 2 021 | 1 951 | 2 005 | 2 013 | 2 119 |

| 1962  | 1968  | 1975  | 1982  | 1990  | 1999  | 2004  | 2006  | 2009  |
| ----- | ----- | ----- | ----- | ----- | ----- | ----- | ----- | ----- |
| 2 450 | 2 742 | 3 284 | 4 171 | 4 481 | 5 392 | 6 278 | 6 285 | 6 424 |

| 2014  | 2019  | 2022  | - | - | - | - | - | - |
| ----- | ----- | ----- | - | - | - | - | - | - |
| 6 852 | 6 844 | 6 915 | - | - | - | - | - | - |

### Manifestations culturelles et festivités
Autour du 12 août, la fête du village s'appelle la Saint-Vérédème, du nom du saint du VIIe siècle qui vécut en ermite près d'Eyguières et qui est aujourd'hui considéré comme le saint patron d'Eyguières.

### Sports et loisirs
La commune dispose d'un complexe sportif, d'une piscine municipale et de clubs de tennis, handball, etc.
Le chemin de grande randonnée no 6 traverse la commune.

### Cultes
Le culte catholique est célébré en l'église paroissiale Notre-Dame-de-Grâce.

## Économie

### Revenus de la population et fiscalité
En 2008, le revenu fiscal médian par ménage était de 20 480 €, ce qui plaçait Eyguières au 5 114e rang  parmi les 31 604 communes de plus de 50 ménages en métropole.

### Agriculture

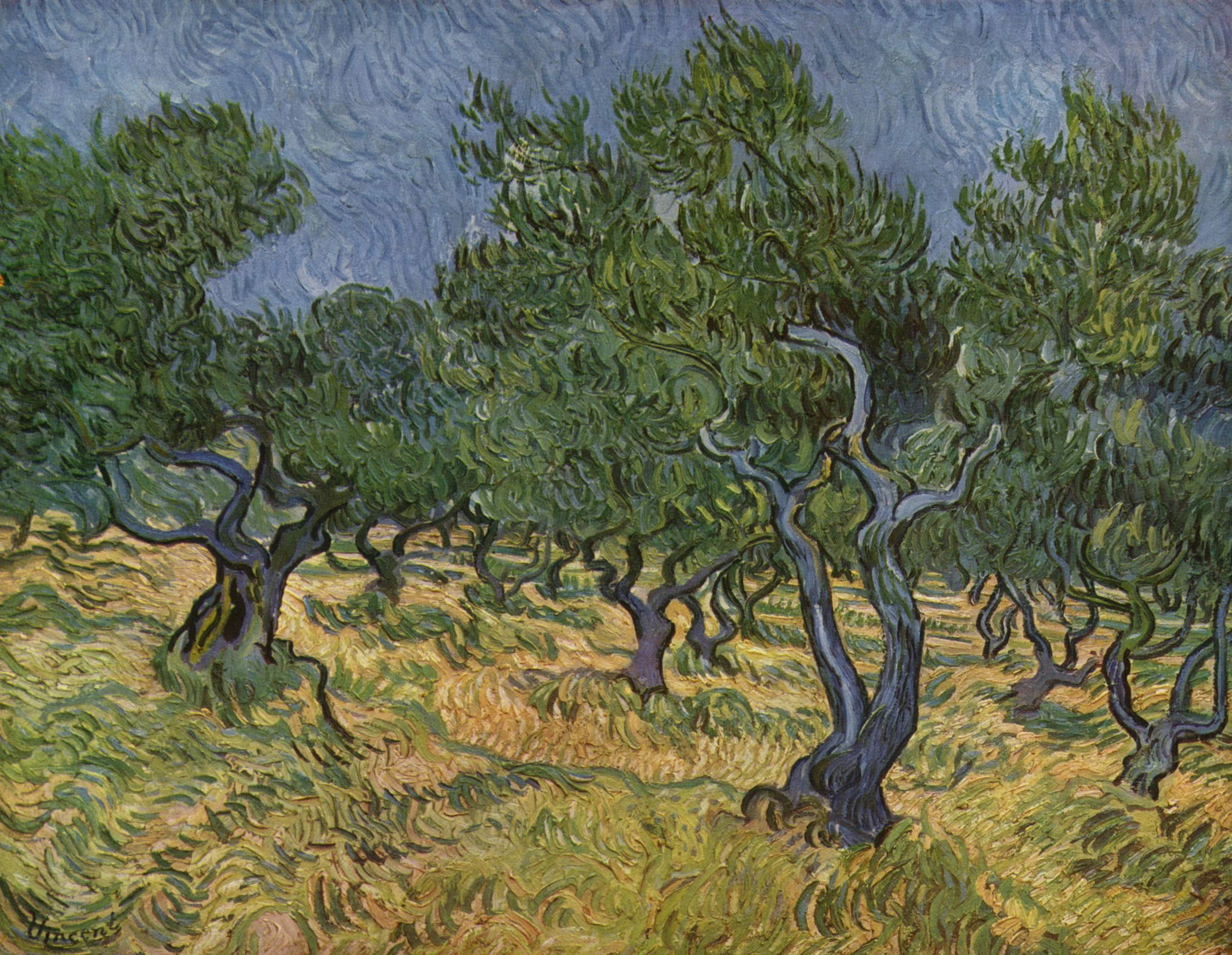
Oliviers (Vincent van Gogh, 1889).

Le vin de pays des Alpilles est un vin de pays de zone, au nord des Bouches-du-Rhône qui a vocation à labelliser, après dégustation, les vins ne pouvant postuler à l'appellation d'origine. Jusqu'en 2000, il portait le nom de vin de pays de la Petite Crau. La production est d'environ 6 000 hectolitres par an. Son vignoble, installé sur un plateau caillouteux, est limité, au nord, par la Durance et au sud, par les Alpilles.
La commune produit de l'huile d'olive de la vallée des Baux-de-Provence est protégée par une appellation d'origine contrôlée (AOC) depuis un décret pris par l'INAO, le 27 août 1997. Les variétés d'olives qui entrent dans son élaboration sont la salonenque, la beruguette, la grossane et la verdale des Bouches-du-Rhône. Elle produit aussi des olives cassées et des olives noires qui relèvent du même décret de l'INAO. Les variétés d'olives cassées proposées à la commercialisation sont la salonenque et la beruguette. Pour les olives noires la seule variété acceptée est la grossane ,.

### Tourisme
Hormis l'agriculture, l'économie la plus facilement identifiable autour du massif des Alpilles est liée au tourisme. Même les producteurs viticoles et oléicoles semblent tenir compte du développement du tourisme et de plus en plus de domaines proposent de la dégustation, voire dans certains cas de véritables cours d'initiation à l'œnologie.
On peut considérer trois principales sortes de tourisme dans les Alpilles. Tout d'abord, le tourisme historique et culturel qui s'appuie sur un patrimoine riche (les Baux-de-Provence, Glanum, etc.) ou sur des festivals. Ensuite, le tourisme détente qui se traduit par un important développement des chambres d'hôtes, de l'hôtellerie et de la location saisonnière, par une concentration importante de piscines et par des animations comme des marchés provençaux. Enfin, le tourisme vert qui profite des nombreux chemins de randonnées et du cadre protégé qu'offrent le massif et ses environs.

## Culture locale et patrimoine

### Lieux et monuments

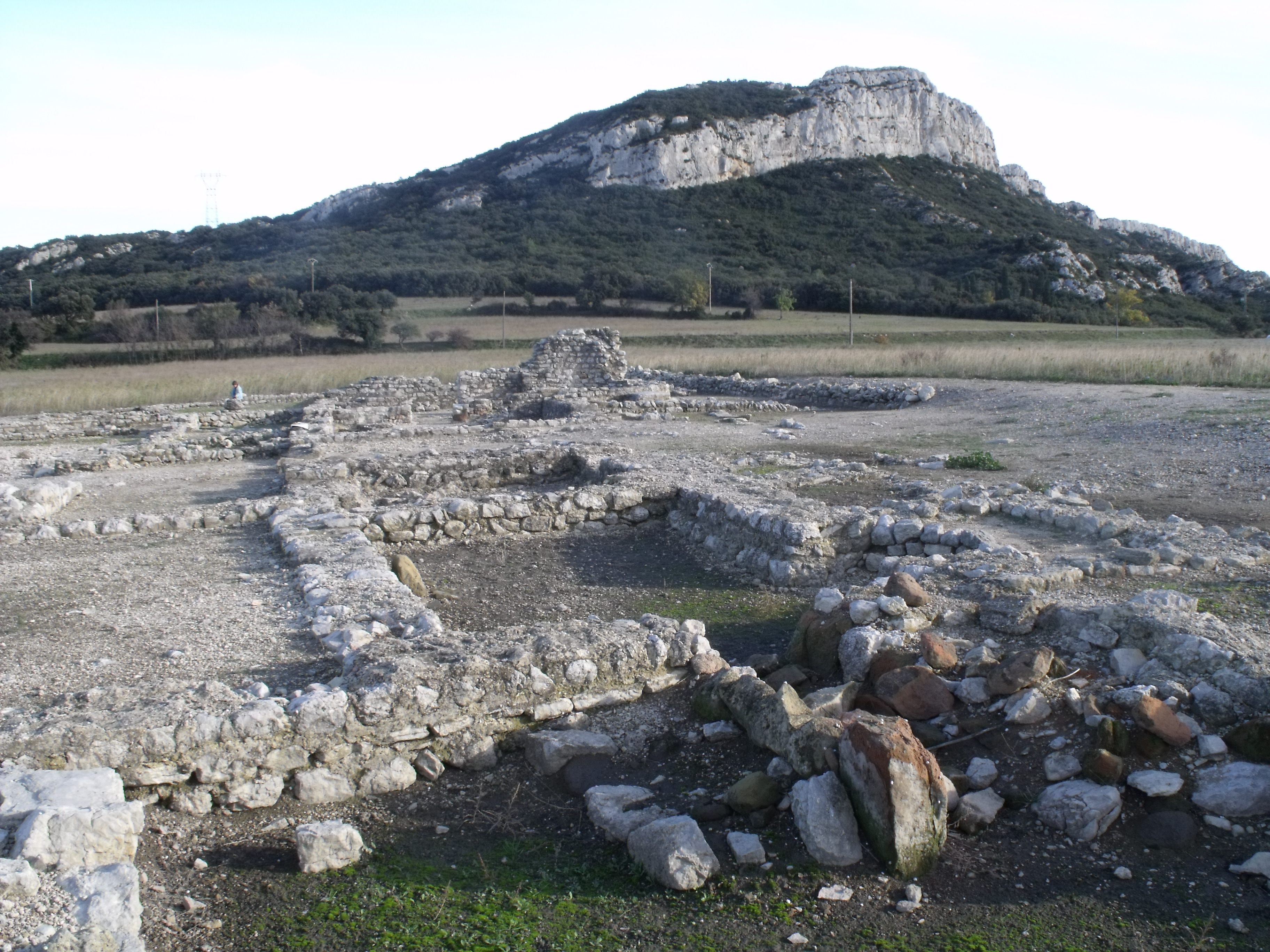
Le site romain de la villa de Saint-Pierre de Vence, quartier des Glauges.

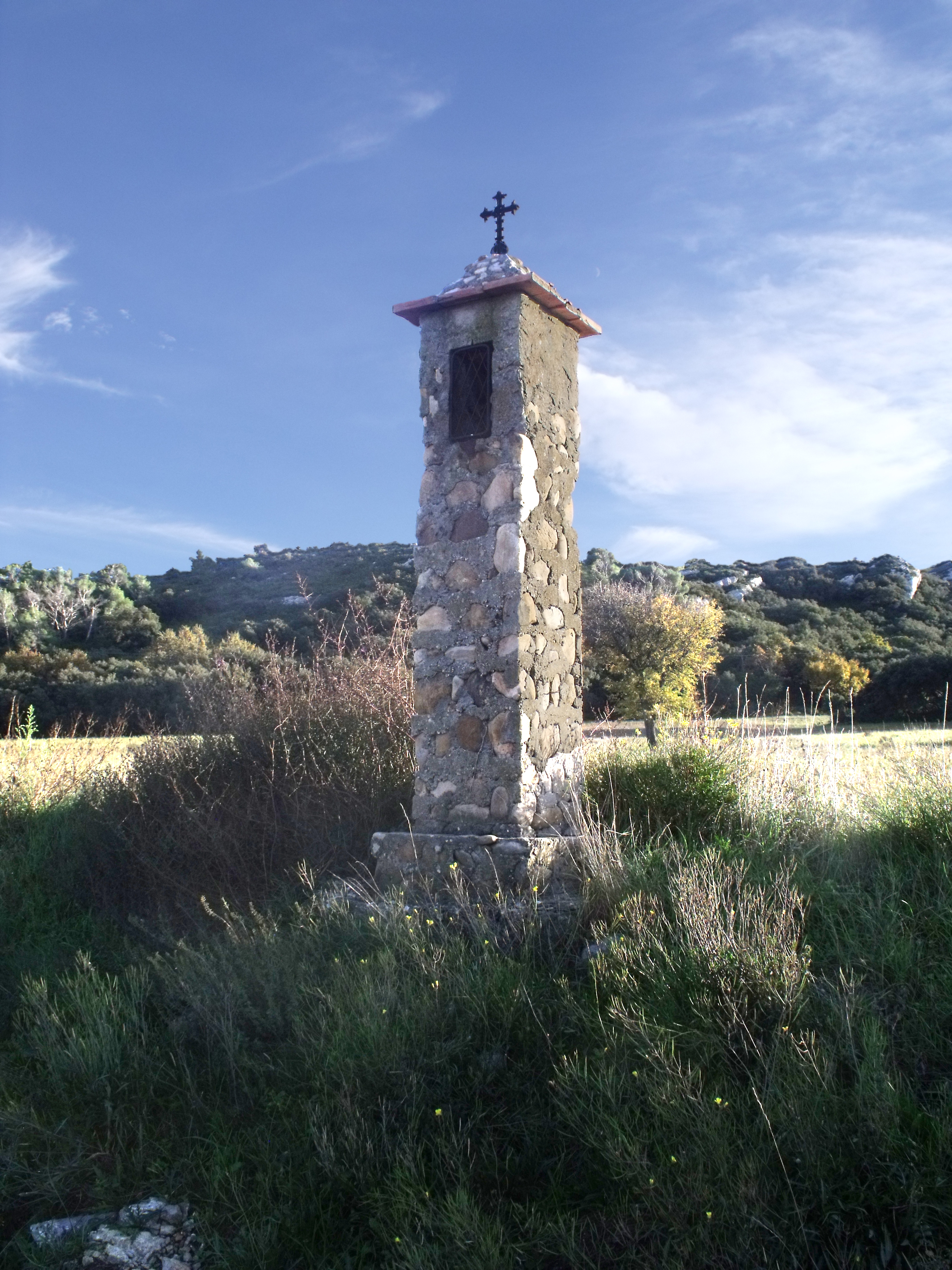
Oratoire Saint-Pierre, quartier de Saint-Pierre de Vence.

La commune comporte de nombreux monuments remarquables, comme :
- La tour des Opies (point culminant des Alpilles). Il doit son nom à un monument construit sur le point le plus élevé de la chaîne des Opies. Il consiste en une tour carrée, à la manière des actuelles vigies qui se dressent au sommet de plusieurs massifs provençaux pour prévenir les risques d'incendie. On peut encore apercevoir les vestiges d'une ligne téléphonique qui reliait la tour au village d'Aureille[56].
- Les ruines de la villa gallo-romaine de Saint-Pierre de Vence.
- La façade de l'hôtel Garcin.
- Le dépôt archéologique.
- L'aqueduc du moulin à recense[57]

Certains sont protégés par un classement ou une inscription en tant que monument historique :
- La chapelle Saint-Vérédème, du XIe siècle[58].
- Le castelas de Roquemartine[59] et son église[59]. Le château en ruine, appelé « castellas de Roquemartine » ou « château de la Reine Jeanne[60] », date des XIIe et XIIIe siècles. Il appartenait à la famille d'Albe. D'aspect extérieur, il rappelle le château des Baux. Il se dresse au sommet de hautes falaises dénudées dont les pentes herbeuses sont fréquentés par des troupeaux de moutons[61]. En contrebas du château se trouve l'église Saint-Sauveur, qui fut autrefois l'église paroissiale du bourg de Roquemartine et qui fut rattachée à la commune d'Eyguières en 1805[60]. L'ensemble que constituent le château et l'église forme un paysage original perché sur un éperon qui domine la plaine de Roquemartine.

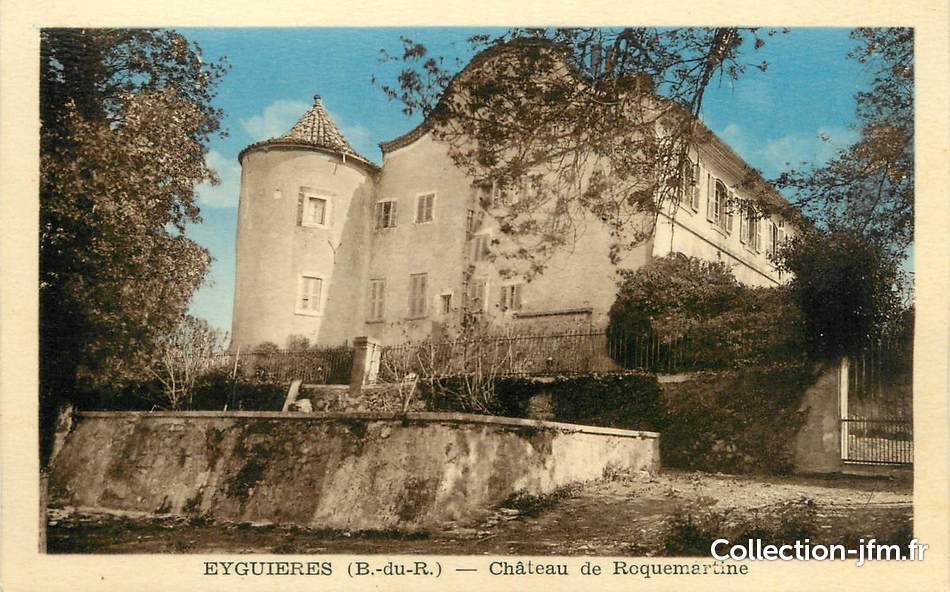
Château de Roquemartine.

- Le château de Roquemartine  a été reconstruit au XVIIe siècle, pour la famille Benault de Lubières, puis par héritage passe à la famille de Bonnecorse. Le domaine portait le titre de marquisat de Roquemartine. La bâtisse centrale est ornée de deux tours rondes typiques de l'époque classique en Provence. Sous la Révolution le château est habité par François Ignace de Bonnecorse et son épouse Marie Thérèse Le Blanc de Castillon. En 1792, leur domaine est évalué 1.2 million de livres.
- L'église Notre-Dame-de-Grâce du XVIIIe siècle[62]. Elle obtient le statut de vicairie perpétuelle en 1632 mais nécessite alors de lourds travaux. C'est à partir de juin 1778 qu'est réalisé un agrandissement conséquent. Le 8 septembre 1783, l'édifice est consacré. La garde nationale y est cantonnée à partir de 1792[63].
- Fontaine publique[64].
- Maison du XVe siècle sur la place Thiers[65].

Plusieurs oratoires se trouvent à divers endroits de la commune.

### Eyguières dans la littérature
Eyguières est mentionnée dans une des Lettres de mon moulin d'Alphonse Daudet, « Les Vieux » :
« Il faut que tu me rendes un service, mon ami. Tu vas fermer ton moulin pour un jour et t'en aller tout de suite à Eyguières. Eyguières est un gros bourg à trois ou quatre lieues de chez toi, – une promenade. »

### Personnalités liées à la commune

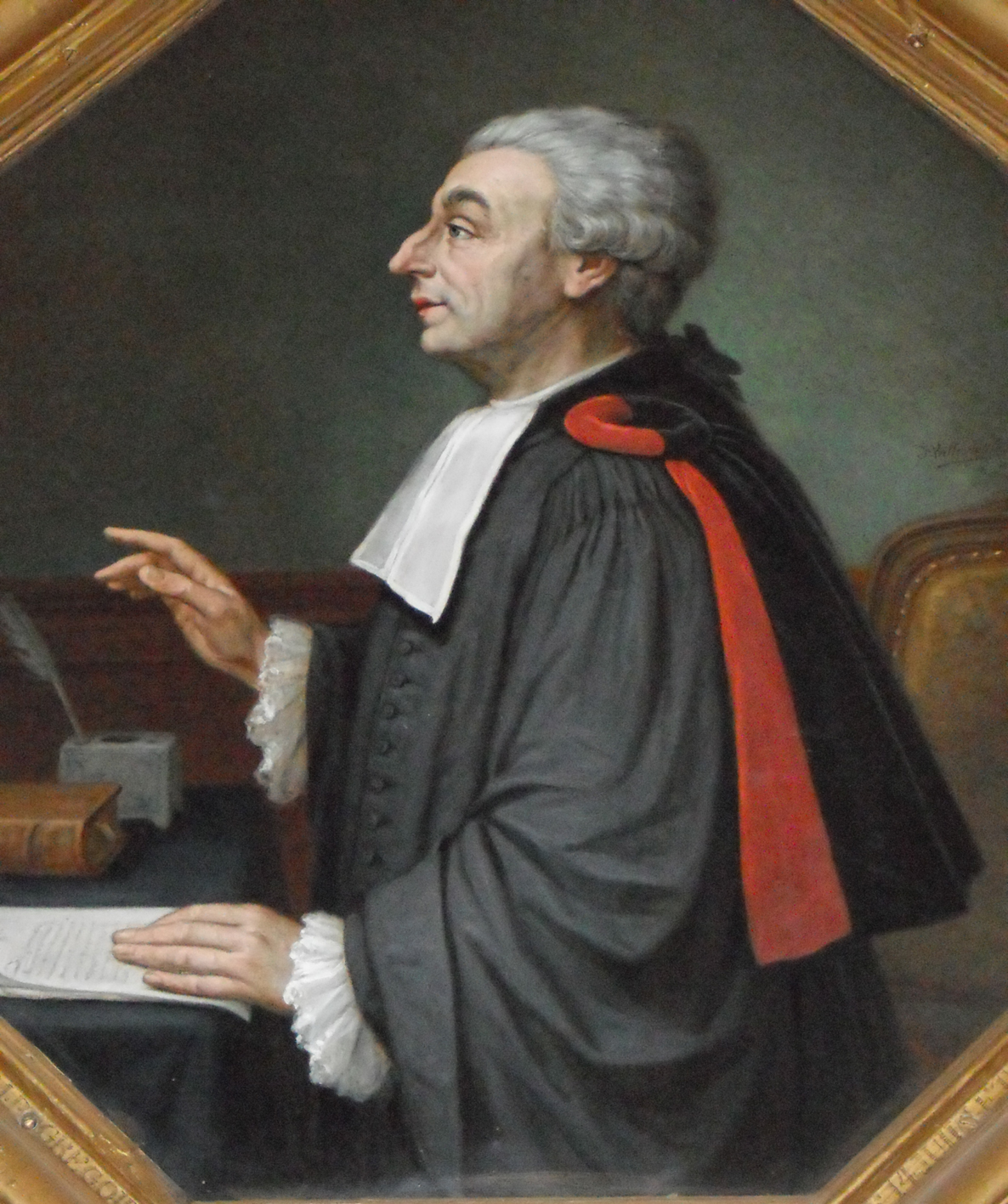
Jean Joseph Pierre Pascalis (1732–1790).

- Jean Joseph Pierre Pascalis (né à Eyguières le 6 février 1732, assassiné à Aix-en-Provence le 14 décembre 1790), avocat à l'influence locale importante au début de la Révolution française, assesseur d'Aix et procureur du pays de Provence sous l'Ancien Régime, député du tiers état. Jugé trop partisan de la monarchie, il est pendu à un réverbère sur le cours Mirabeau d'Aix. Sa tête est ensuite tranchée et exhibée au bout d'une pique pendant 3 heures sur la route menant à Marseille.
- Joseph Reyre (1735-1812), jésuite et écrivain français, spécialisé dans la littérature d'enfance et de jeunesse.
- Augustin de Berlier-Tourtour (1748 - 1832), officier d'artillerie, participe à la guerre d'indépendance américaine, adjoint de Bonaparte commandant l'artillerie d'Antibes pendant le siège de Toulon, maire d'Eyguières (1817 - 1830). Une rue d'Eyguières porte son nom.
- Xavier de Sade (1779-1846), député libéral de l'Aisne sous la monarchie de Juillet est né à Eyguières.
- Jean-Marie Bayol (1849-1905), administrateur colonial, explorateur, ethnographe et homme politique, gouverneur de la Guinée, l'un des fondateurs de Conakry.
- Jean-Baptiste Roche (1861-1954), diplômé de l'école polytechnique en 1881, fondateur de l'école supérieure d'aéronautique et de construction mécanique.
- Son frère aîné, Jules Roche (1854-1881), diplômé de l'école polytechnique en 1872 (classé troisième) et de l'école des Mines de Paris. Reçu simultanément à Polytechnique et Normale Sup, il opta pour Polytechnique. Participant à la première et seconde mission Flatters en Algérie, il fut massacré ainsi que ses compagnons par les Touaregs le 16 février 1881. Un monument commémore cette disparition au parc Montsouris, à Paris. La place principale du marché d'Eyguières porte le nom de « place des Frères-Roche ».
- Jeannine Baude, poétesse (1946-2021).
- Claude Andrien (1944-2012), footballeur et entraîneur français, est mort à Eyguières.
- Georges Moustaki, chanteur et poète, a vécu de longues années à Eyguières.

Voir aussi 

### Héraldique
| Armes d'Eyguières | Les armes peuvent se blasonner ainsi : D'azur à trois aiguières, deux et une, d'argent. Devise : L'aïgo faï veni pouli (« L'eau rend joli »), référence aux nombreuses fontaines du village. Autre interprétation : « Sobriété est mère de beauté ». |